# Славянски владетели
Това е списък на всички славянски владетели, както и на славянските военачалници и управители на българска служба до X-XI век.

## Ранни славянски владетели (князе)
- Акамир (?-?), велесишки (велегостишки) княз – ок.770-799 г.
- Арбогаст (ок.345-394), венедски военачалник, който победил готите през 380 г. и ги накарал да сключат мир
- Ардагост (Радогост, ?-?), славински княз в Дакия – ок.570-593 г.
- Будимил (?-?), славянски владетел на моравяните в Сърбия, ок.850-900 г.
- Божин (Бож Белояр, Бужин, 295-375), антски княз, пленен и убит от готите през 375 г.
- Бързимир (?-?), славянски военачалник на Шкодра от племето карпи, който воювал с готите през 377 г.
- Велбуд (?-?), княз на славяните в Осогово (осоговците) – ок.560-590 г.
- Всегръд (Всегорд, Всеград ?-?), славянски военачалник, бил е пълководец от армията на Юстиниан Велики, ок.530-560 г.
- Добрета (Добрент, Даврентий, Давритас, ?-?), славянски княз в Дакия, вероятно на тиверците - ок.570-590 г. Според Менандър той се противопоставя на аварския предводител Баян, след като последният поискал от него данък, с думите "Кой е впрочем този човек между човеците и под слънчевите лъчи, който ще преодолее нашата сила? Защото ние сме свикнали да владеем чужда земя, а не други нашата. И сме сигурни в това, докато има войни и мечове."[1]
- Доброгост (Доброгез, ?-?), антски военачалник, бил е пълководец от армията на Юстиниан Велики, ок.530-560 г.
- Дометий (Домета, ?-?), славянски военачалник, комит на областта Кутмичевица, ок.886-900 г.
- Драгобуд (ок.660-740), славянски владетел в Южна Сърбия или Северна Македония, вероятно на драгувитите
- Драгомир (Даргамер, ?-?), славянски княз - ок.800-820 г., пратеник на хан Крум в Константинопол
- Идаризий (Идарий, ?-?), антски княз – ок.530-555
- Келагост (Целегост, ?-?), антски княз, син на Идаризий – ок.561-580 г.
- Коцел (833-876), II блатненски княз – 861-876 г.
- Лабуц (?-?), славянски военачалник от IV-V в. в областта на Горна Струма.
- Леонтий (?-?), антски военачалник на римска военна служба, син на Доброгост, ок.580-610 г.
- Мезамир (Незамир, ?-?), антски княз, син на Идаризий – ок.555-561
- Моймир I (795-846), I моравски княз - 830-833 г.; I великоморавски княз (моравски и нитрански) – 833-846 г.
- Моймир II (ок.855-906), V великоморавски княз (моравски и нитрански) – 894-906 г.
- Мусокий (Манжук, ?-?), славински княз в Дакия, владенията са му били отвъд р. Паспирий (може би Бузое) – 593-595 г.
- Невиогаст (?-?), антски военачалник на римска военна служба, ок.400-420 г.
- Оногост (?-?), антски военачалник на римска военна служба в Тракия, ок.450-480 г.
- Ославнас (Славнас, ?-?), славянски военачалник - ок.815-823 г., багатур-багаин по времето на хан/кан Омуртаг
- Оструй (Острис, ?-?), славянски военачалник на римска военна служба в Тракия, ок.450-480 г.
- Пирогост (?-?), славински княз в Мизия, владенията са му били около р. Осъм (осъмци, осмовичи) – ок.595-597 г.
- Пребънд (ок.630-685), ринхински княз - ок.660-685 г., убит от византийците
- Прибин (ок.800—861), I нитрански княз – 825-833 г.; I блатненски княз – 839-861 г.
- Радил (ок.610-690), добровишки княз – ок.660-685 г.
- Радислав (?-?), славянски военачалник - ок.875-900 г., боритаркан на княз Борис I-Михаил
- Речирад (ок. 480-502), славянски княз, син на Селимир. Той станал съюзник на българите, което не се понравило на братовчед му Юстиниан, който го убил в дуел
- Ростислав (ок.818-871), II великоморавски княз (моравски и нитрански) – 846-870 г.
- Сварун (?-?), славянски военачалник, бил е пълководец от армията на Юстиниан Велики, ок.530-560 г.
- Святополк I (830-894), нитрански княз – 850-871 г.; IV великоморавски княз (моравски и нитрански) – 871-894 г.
- Святополк II (ок.860-906), нитрански княз – 894-906 г.
- Селимир (?-?), славянски княз, съпруг на сестрата на Исток – Лада и баща на Речирад – ок.490-530 г.
- Семир (?-?), северански (северски) княз – ок.850-885 г.
- Славомир (?-?), III великоморавски княз (моравски и нитрански) – 871 г.
- Славун (?-?), северански (северски) княз – ок. 655-685 г. -  сключил договор с хан/кан Аспарух за обща борба срещу Византия.
- Татомир (Татимир, ?-?), славянски княз, който бил на гръцка служба до 593 г., ок.595-610 г. е владетел на антите в Дакия
- Хацон (ок.560-615), сагудатски владетел - ок.595-600 г., славински княз - ок.600-615 г., застава начело на военноплеменния съюз на драгувитите, сагудатите, велегезитите, березитите и ваюнитите, убит е по време на обсадата на Солун
- Хилбуд (Хилвуд, Хулвудий, ок.490-534), антски княз, през 531 г. е назначен от император Юстиниан I за стратег на Тракия, но през 534 г. е убит от съплеменниците си
- Хумир (?-?), славянски военачалник от IX в., висш сановник по времето на хан/кан Омуртаг